# Prairieville (Luisiana)
Prairieville es un lugar designado por el censo ubicado en la parroquia de Ascension en el estado estadounidense de Luisiana. En el Censo de 2010 tenía una población de 26895 habitantes y una densidad poblacional de 470,51 personas por km².

## Geografía
Prairieville se encuentra ubicado en las coordenadas 30°18′49″N 90°57′30″O / 30.31361, -90.95833. Según la Oficina del Censo de los Estados Unidos, Prairieville tiene una superficie total de 57.16 km², de la cual 56.97 km² corresponden a tierra firme y (0.34%) 0.19 km² es agua.

## Demografía
Según el censo de 2010, había 26895 personas residiendo en Prairieville. La densidad de población era de 470,51 hab./km². De los 26895 habitantes, Prairieville estaba compuesto por el 82.45% blancos, el 12.33% eran afroamericanos, el 0.31% eran amerindios, el 1.8% eran asiáticos, el 0.09% eran isleños del Pacífico, el 1.75% eran de otras razas y el 1.28% pertenecían a dos o más razas. Del total de la población el 4.98% eran hispanos o latinos de cualquier raza.